# The Little Drummer Girl (TV-serie)
The Little Drummer Girl är en brittisk-amerikansk TV-serie från 2018, baserad på en roman av John le Carré med samma namn. Filmatiseringen är regisserad av Park Chan-wook och med Alexander Skarsgård som en israelisk agent.

## Rollista (i urval)
| Michael Shannon     | – Martin Kurtz  |
| Alexander Skarsgård | – Gadi Becker   |
| Florence Pugh       | – Charlie Ross  |
| Michael Moshonov    | – Shimon Litvak |